# Saint-Étienne-Cantalès
Pour les articles homonymes, voir Saint-Étienne (homonymie).
Saint-Étienne-Cantalès est une commune française située dans le département du Cantal, en région Auvergne-Rhône-Alpes.

## Géographie

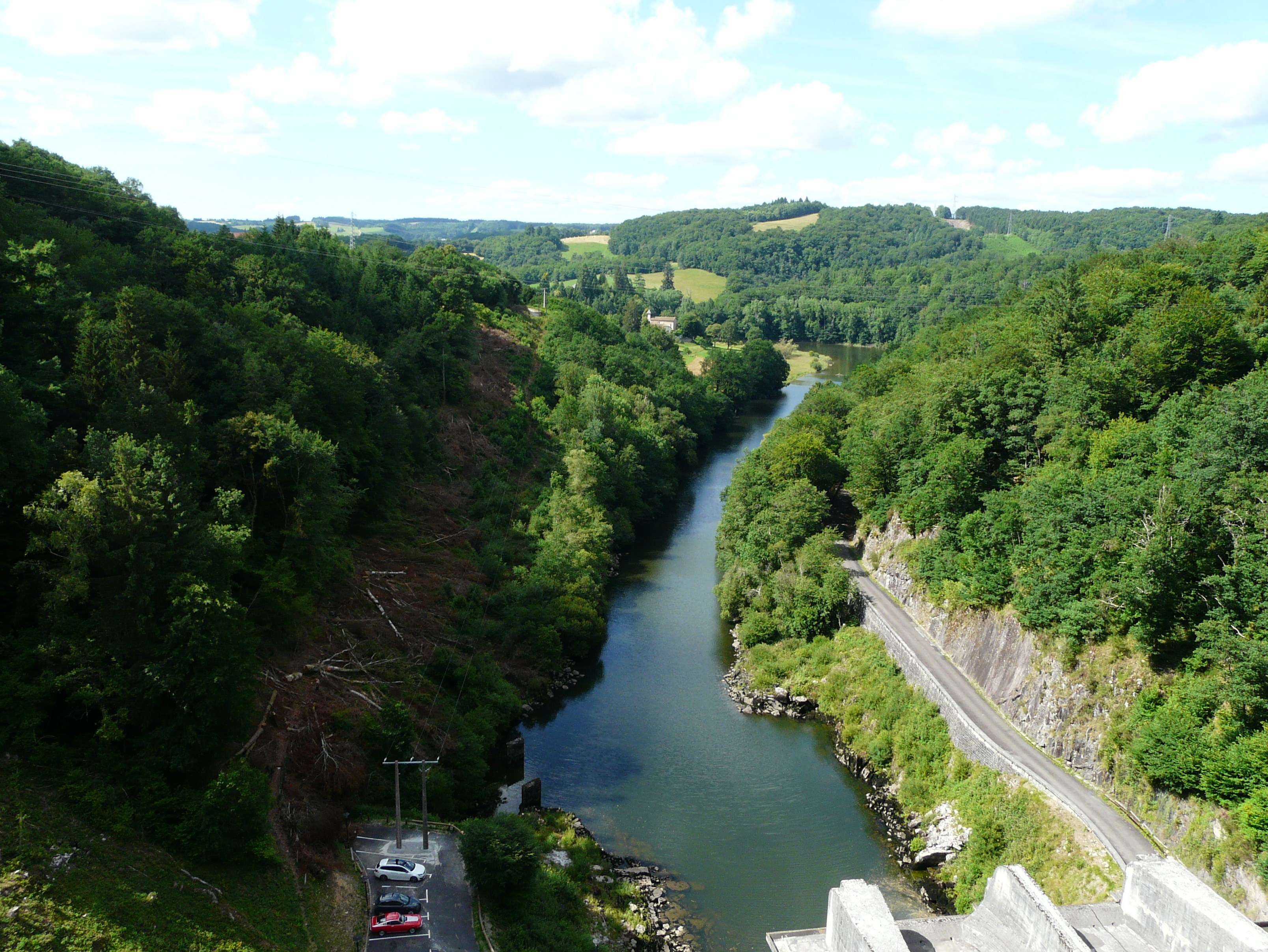
En aval du barrage, la Cère sépare Saint-Gérons (à gauche) de Saint-Étienne-Cantalès (à droite).

Dans le Massif central, à l'ouest du département du Cantal, la commune de Saint-Étienne-Cantalès est bordée au sud-est par la Cère, et notamment par le lac de Saint-Étienne-Cantalès formé par le barrage du même nom.
Le bourg de Saint-Étienne-Cantalès, traversé par la route départementale (RD) 18, se situe, en distances orthodromiques, à dix-sept kilomètres à l'ouest d'Aurillac.
Le territoire communal est limité au nord par la RD 120.

### Communes limitrophes
Saint-Étienne-Cantalès est limitrophe de six autres communes.
| Laroquebrou  | Nieudan                | Saint-Paul-des-Landes |
| Saint-Gérons | Saint-Étienne-Cantalès | Lacapelle-Viescamp    |
|              | Pers                   |                       |

### Climat
Pour des articles plus généraux, voir Climat d'Auvergne-Rhône-Alpes et Climat du Cantal.
En 2010, le climat de la commune est de type climat océanique altéré, selon une étude du CNRS s'appuyant sur une série de données couvrant la période 1971-2000. En 2020, Météo-France publie une typologie des climats de la France métropolitaine dans laquelle la commune est exposée à un climat de montagne ou de marges de montagne et est dans la région climatique  Ouest et nord-ouest du Massif Central, caractérisée par une pluviométrie annuelle de 900 à 1 500 mm, maximale en automne et en hiver. 
Pour la période 1971-2000, la température annuelle moyenne est de 10,7 °C, avec une amplitude thermique annuelle de 15,3 °C. Le cumul annuel moyen de précipitations est de 1 227 mm, avec 12,7 jours de précipitations en janvier et 7,6 jours en juillet. Pour la période 1991-2020, la température moyenne annuelle observée sur la station météorologique de Météo-France la plus proche, sur la commune d'Aurillac à 17 km à vol d'oiseau, est de 10,5 °C et le cumul annuel moyen de précipitations est de 1 134,7 mm,. Pour l'avenir, les paramètres climatiques de la commune estimés pour 2050 selon différents scénarios d'émission de gaz à effet de serre sont consultables sur un site dédié publié par Météo-France en novembre 2022.

## Urbanisme

### Typologie
Au 1er janvier 2024, Saint-Étienne-Cantalès est catégorisée commune rurale à habitat très dispersé, selon la nouvelle grille communale de densité à 7 niveaux définie par l'Insee en 2022.
Elle est située hors unité urbaine. Par ailleurs la commune fait partie de l'aire d'attraction d'Aurillac, dont elle est une commune de la couronne,. Cette aire, qui regroupe 85 communes, est catégorisée dans les aires de 50 000 à moins de 200 000 habitants,.

### Occupation des sols
L'occupation des sols de la commune, telle qu'elle ressort de la base de données européenne d’occupation biophysique des sols Corine Land Cover (CLC), est marquée par l'importance des forêts et milieux semi-naturels (49,3 % en 2018), en diminution par rapport à 1990 (51,9 %). La répartition détaillée en 2018 est la suivante : 
forêts (44,2 %), zones agricoles hétérogènes (39,2 %), eaux continentales (6,9 %), milieux à végétation arbustive et/ou herbacée (5,1 %), prairies (2,4 %), zones urbanisées (2,2 %). L'évolution de l’occupation des sols de la commune et de ses infrastructures peut être observée sur les différentes représentations cartographiques du territoire : la carte de Cassini (XVIIIe siècle), la carte d'état-major (1820-1866) et les cartes ou photos aériennes de l'IGN pour la période actuelle (1950 à aujourd'hui).

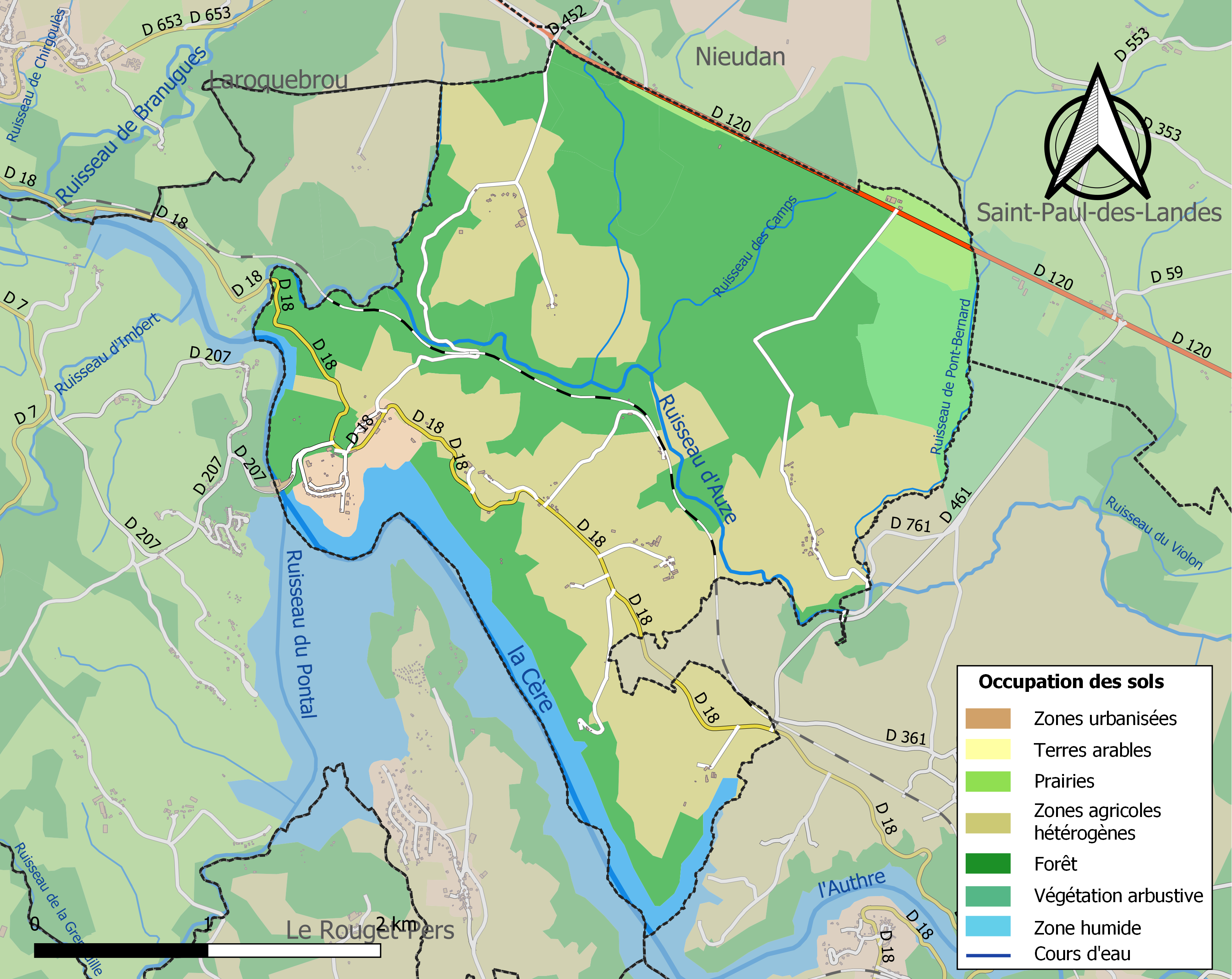
Carte des infrastructures et de l'occupation des sols de la commune en 2018 (CLC).

### Habitat et logement
En 2018, le nombre total de logements dans la commune était de 90, alors qu'il était de 84 en 2013 et de 89 en 2008.
Parmi ces logements, 66,1 % étaient des résidences principales, 19,9 % des résidences secondaires et 14 % des logements vacants. Ces logements étaient pour 86,1 % d'entre eux des maisons individuelles et pour 12,7 % des appartements.
Le tableau ci-dessous présente la typologie des logements à Saint-Étienne-Cantalès en 2018 en comparaison avec celle du Cantal et de la France entière. Une caractéristique marquante du parc de logements est ainsi une proportion de résidences secondaires et logements occasionnels (19,9 %) inférieure à celle du département (20,4 %) mais supérieure à celle de la France entière (9,7 %). Concernant le statut d'occupation de ces logements, 65,5 % des habitants de la commune sont propriétaires de leur logement (50,9 % en 2013), contre 70,4 % pour le Cantal et 57,5 pour la France entière.
| Typologie                                               | Saint-Étienne-Cantalès | Cantal | France entière |
| ------------------------------------------------------- | ---------------------- | ------ | -------------- |
| Résidences principales (en %)                           | 66,1                   | 67,7   | 82,1           |
| Résidences secondaires et logements occasionnels (en %) | 19,9                   | 20,4   | 9,7            |
| Logements vacants (en %)                                | 14                     | 11,9   | 8,2            |

## Histoire

### Seigneurie
La seigneurie de Saint-Étienne appartenait au XIIIe siècle à Astorg VI d'Aurillac, fils d'Astorg V et de Marie de Rodez, seigneur de Conrot, viguier d'Arpajon pour l'abbé d'Aurillac.
Jacques de Giou, baron de Giou en 1633, gentilhomme de la Chambre du roi Louis XIII et de sa Fauconnerie, est seigneur de Saint-Étienne. De son mariage en 1627 avec Marie de Murat, il a trois filles, dont la dernière, Suzanne de Giou dite de Saint-Étienne, épouse en 1672 maître Amable Delort, seigneur de Brozelles, lieutenant civil, auquel elle apporte la seigneurie de Saint-Étienne. Leur fils, Isaac Delort de Saint-Étienne, lieutenant civil, devient premier consul d'Aurillac.
Par la suite, Antoine Cambefort, procureur du roi au siège d'Aurillac, est seigneur ou coseigneur de Saint-Étienne. Il était le fils d'autre Antoine Cambefort, procureur du roi, et d'Antoinette Pagès de Vixouze. Son fils Jean Cambefort de Saint-Étienne, consul d'Aurillac, lui succède.

### Chemin de fer
Sur le territoire se trouvait la gare de Miécaze mise en service en 1891 et fermée en 1994.

## Politique et administration

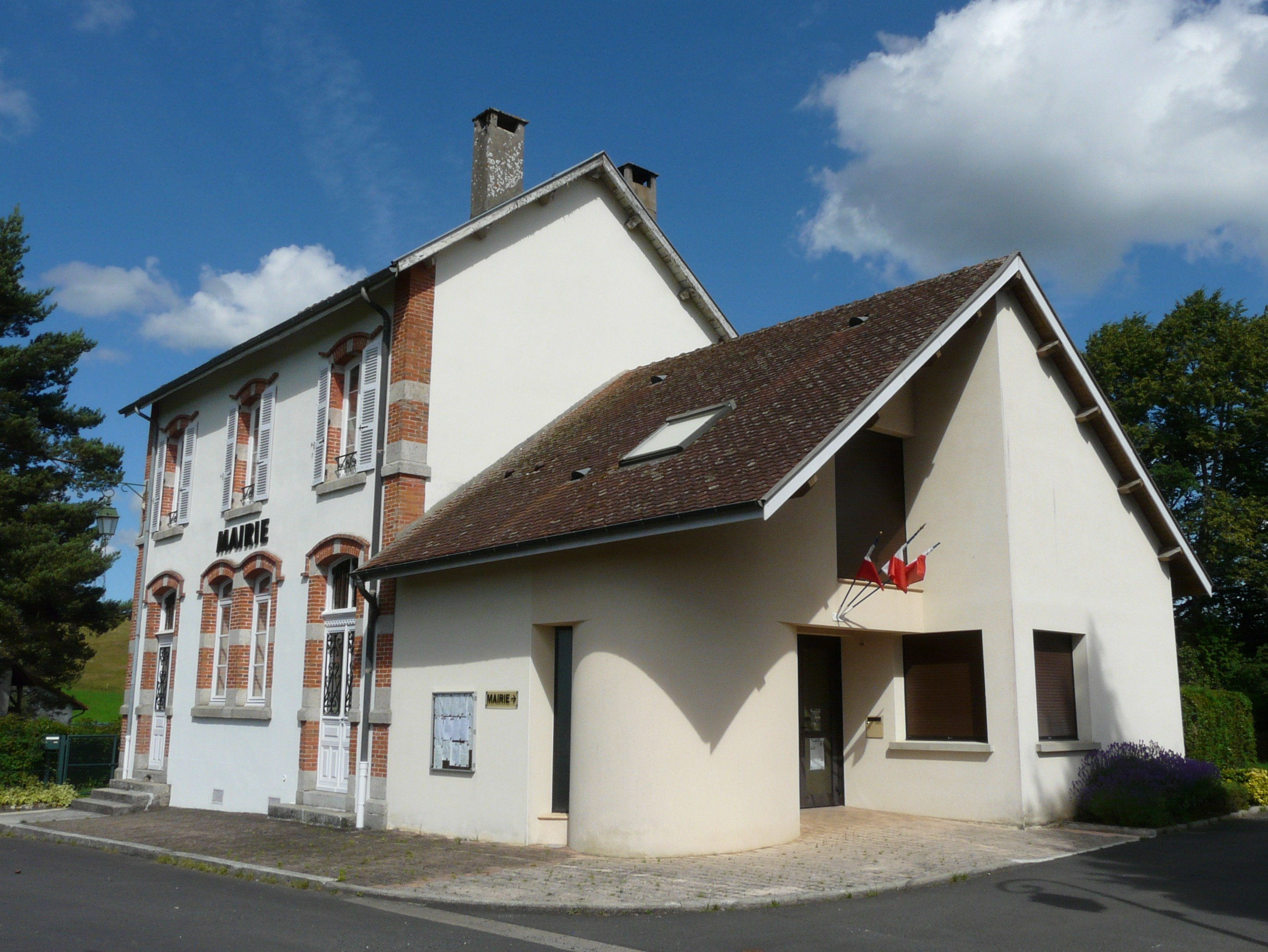
La mairie.

Depuis 1945, ont été élus maires de la commune de Saint-Étienne-Cantalès, :
| Période   | Période   | Identité          | Étiquette | Qualité |
| --------- | --------- | ----------------- | --------- | ------- |
| 1945      | 1947      | Pierre Pouget     |           |         |
| 1947      | 1948      | Gaston Eglemme    |           |         |
| 1948      | 1957      | Raymond Pouderoux |           |         |
| 1957      | 1966      | Claude Meyniel    |           |         |
| 1966      | 1971      | Paul Boimare      |           |         |
| 1971      | 1989      | Michel Faugier    |           |         |
| 1989      | 2001      | Jacques Pouget    |           |         |
| mars 2001 | mars 2014 | André Bouygues    |           |         |
| mars 2014 | En cours  | Patrick Giraud    | SE        | Cadre   |

## Démographie
L'évolution du nombre d'habitants est connue à travers les recensements de la population effectués dans la commune depuis 1793. Pour les communes de moins de 10 000 habitants, une enquête de recensement portant sur toute la population est réalisée tous les cinq ans, les populations de référence des années intermédiaires étant quant à elles estimées par interpolation ou extrapolation. Pour la commune, le premier recensement exhaustif entrant dans le cadre du nouveau dispositif a été réalisé en 2006.

En 2022, la commune comptait 124 habitants, en évolution de −7,46 % par rapport à 2016 (Cantal : −1,08 %, France hors Mayotte : +2,11 %).
| 1793 | 1800 | 1806 | 1821 | 1836 | 1841 | 1846 | 1851 | 1856 |
| ---- | ---- | ---- | ---- | ---- | ---- | ---- | ---- | ---- |
| 132  | 123  | 309  | 165  | 140  | 224  | 216  | 198  | 206  |

| 1861 | 1866 | 1872 | 1876 | 1881 | 1886 | 1891 | 1896 | 1901 |
| ---- | ---- | ---- | ---- | ---- | ---- | ---- | ---- | ---- |
| 201  | 191  | 190  | 174  | 170  | 167  | 202  | 222  | 172  |

| 1906 | 1911 | 1921 | 1926 | 1931 | 1936 | 1946 | 1954 | 1962 |
| ---- | ---- | ---- | ---- | ---- | ---- | ---- | ---- | ---- |
| 208  | 193  | 142  | 147  | 271  | 170  | 312  | 250  | 246  |

| 1968 | 1975 | 1982 | 1990 | 1999 | 2006 | 2011 | 2016 | 2021 |
| ---- | ---- | ---- | ---- | ---- | ---- | ---- | ---- | ---- |
| 221  | 183  | 172  | 188  | 157  | 138  | 140  | 134  | 127  |

| 2022 | - | - | - | - | - | - | - | - |
| ---- | - | - | - | - | - | - | - | - |
| 124  | - | - | - | - | - | - | - | - |

## Culture et patrimoine

### Lieux et monuments
- Le château de Gresse a appartenu à la famille du Fayet de La Tour, puis par héritage à la famille de Falvelly qui le possède toujours.
- Le château de Vabret était habité en 1610 par Isabeau de Lapanouse, dame de Viescamp.
- L'église Saint-Étienne arbore un clocher-mur.
- Le barrage de Saint-Étienne-Cantalès est un barrage hydraulique sur la Cère qui a formé une vaste retenue : le lac de Saint-Étienne-Cantalès. Depuis 2013, un belvédère offre une vue panoramique sur le barrage et le lac[18].
- Un théâtre de verdure.
- Une piscine d'été[19].

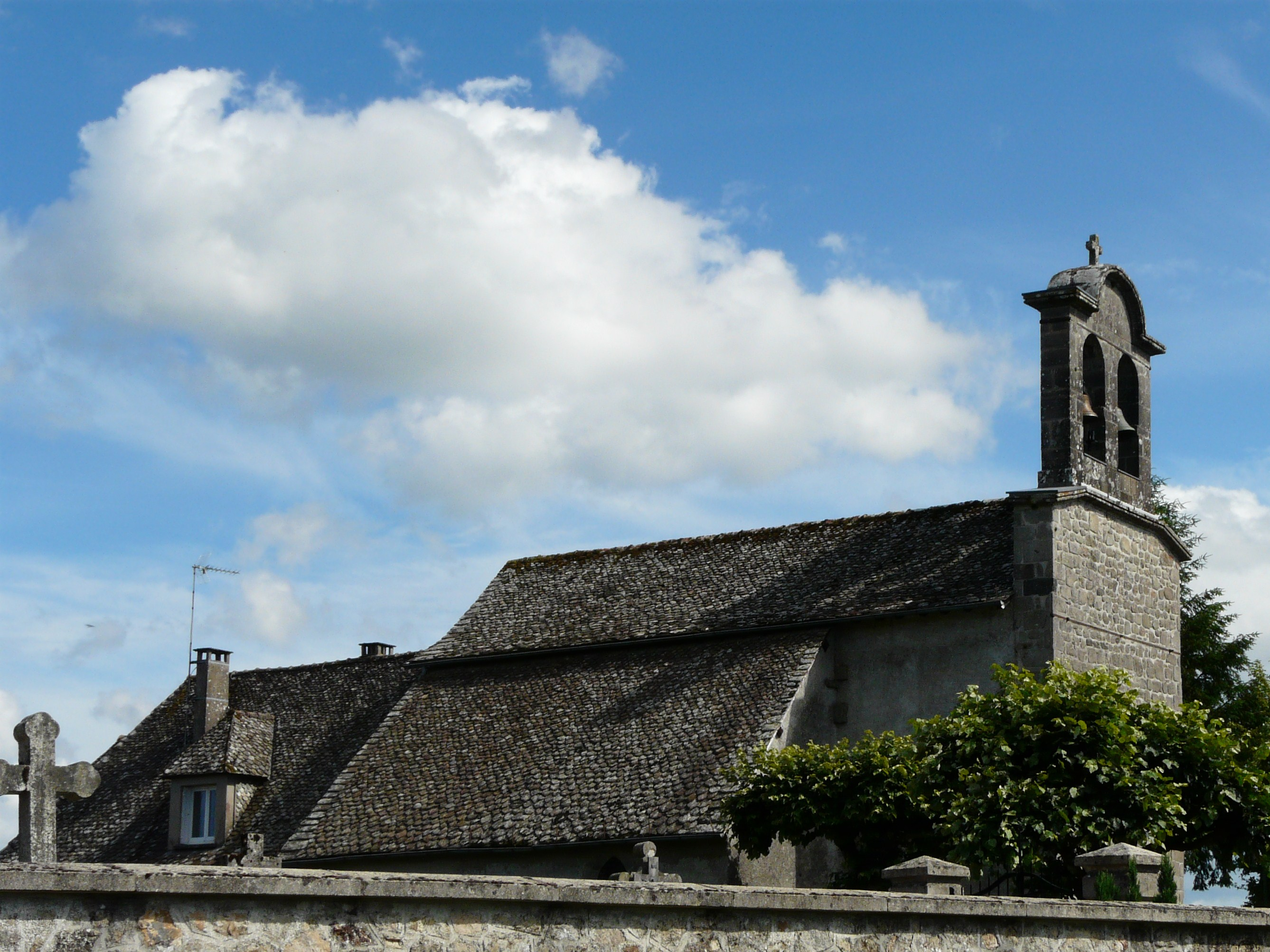
L'église Saint-Étienne.
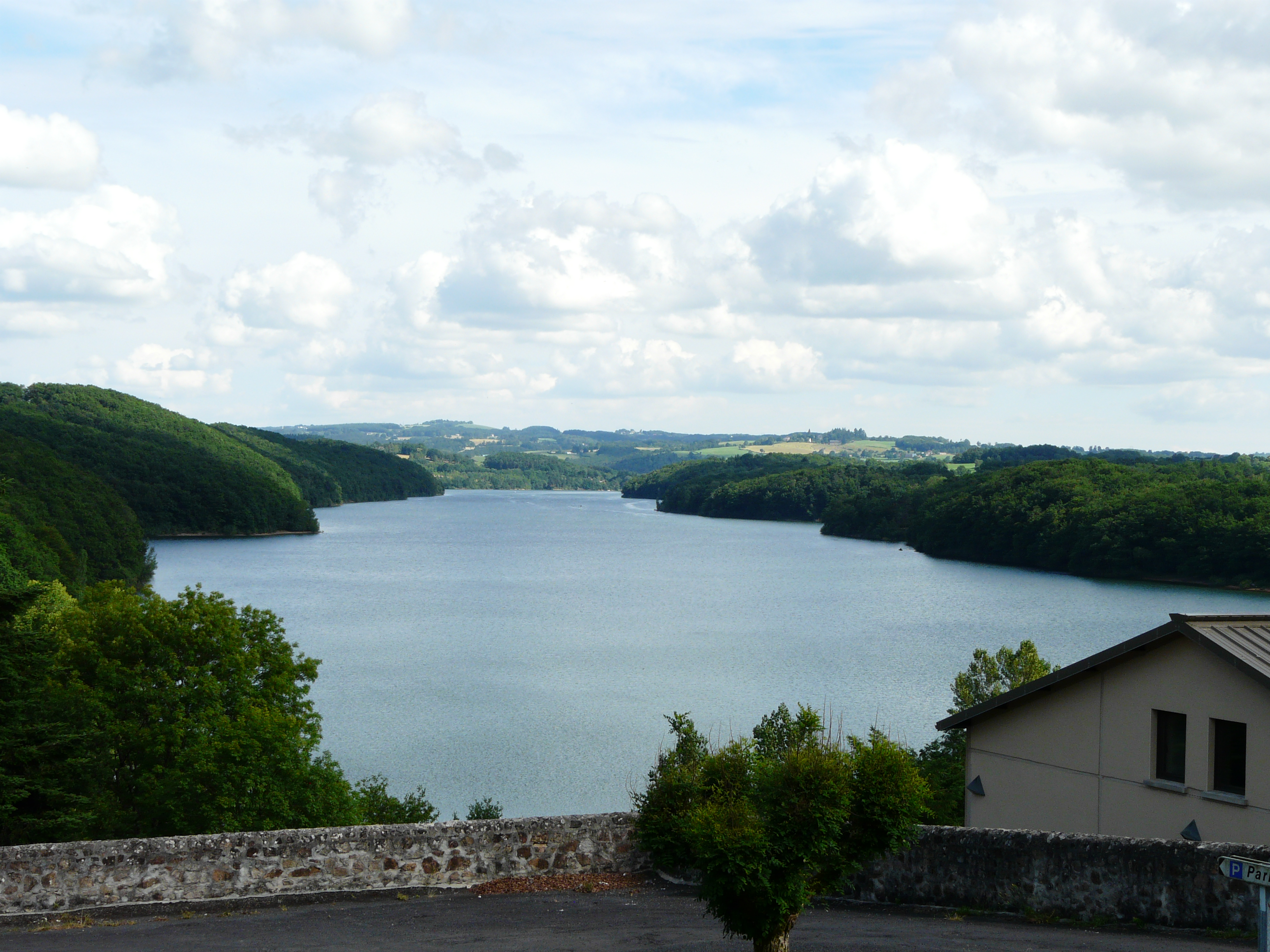
Le lac de Saint-Étienne-Cantalès.
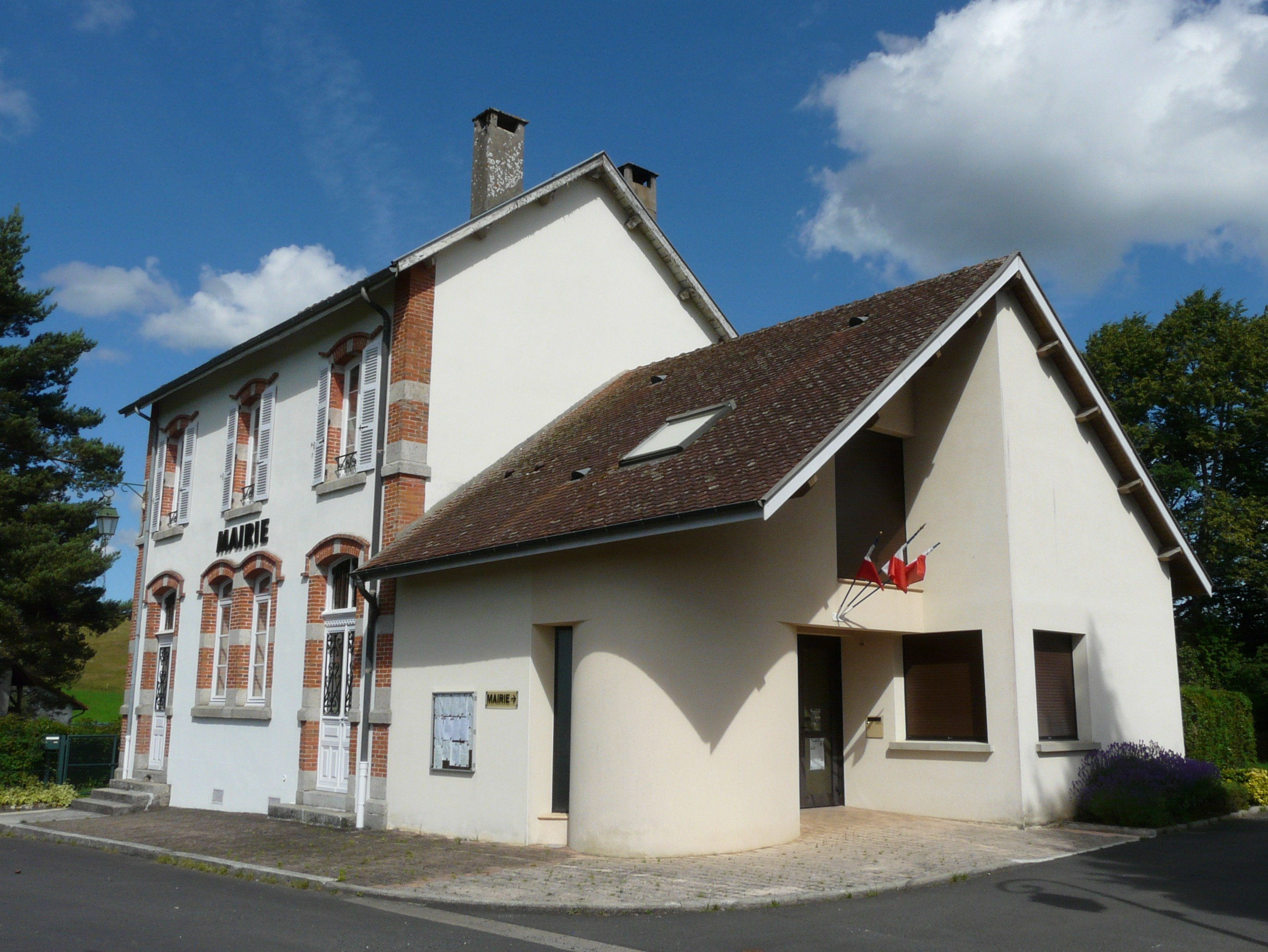
La mairie de Saint-Étienne-Cantalès.
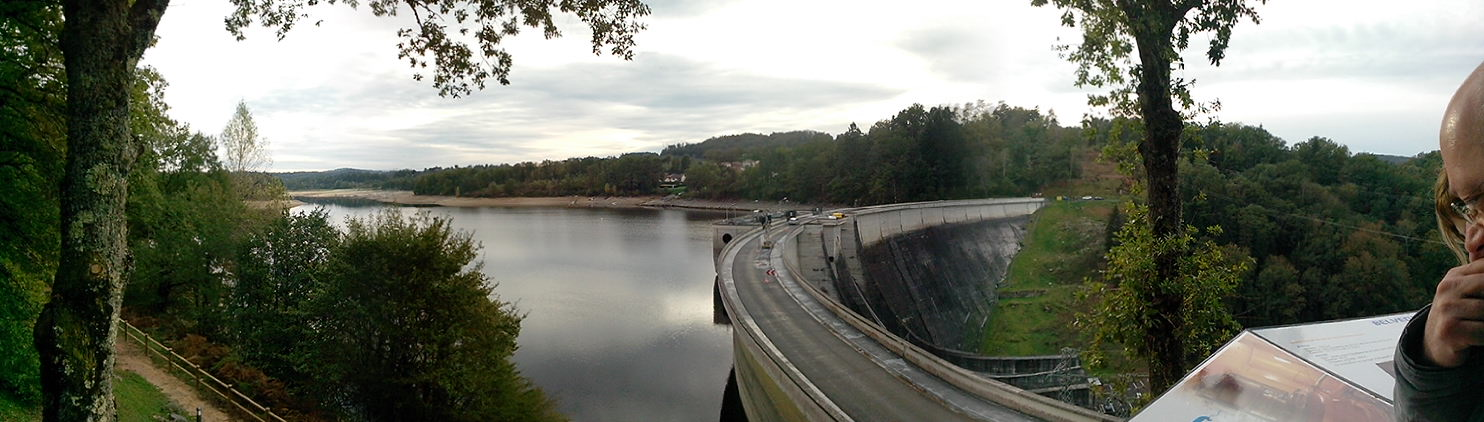
Vue sur le barrage et le lac depuis le belvédère.

### Patrimoine environnemental
Partagée avec les communes de Lacapelle-Viescamp et Saint-Paul-des-Landes, le marais du Cassan et de Prentegarde est une zone Natura 2000 de 506 hectares dont environ 20 % sont sur le territoire de Saint-Étienne-Cantalès,.

### Personnalités liées à la commune
- Antoine Mazier : homme politique